# Lino António

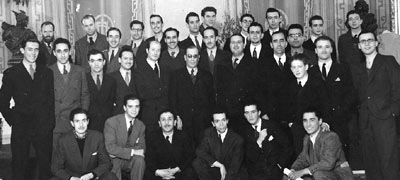
Os Independentes

Peixeirinhas, 1938, óleo sobre tela, 80 x 70 cm (Museu do Chiado)

Lino António da Conceição (Leiria, Leiria, 26 de novembro de 1898 — Carnaxide, Oeiras, 23 de outubro de 1974) foi um pintor modernista português. A sua variada produção inclui obras frequentemente visualizadas em espaços públicos, desenhos para livros escolares obrigatórios, uma das versões do emblema da Universidade de Lisboa e a imagem dos vitrais da Casa do Douro usada no selo fiscal das garrafas de vinho português e num selo postal de €1.

## Biografia
Era filho do farmacêutico Lino António da Conceição, natural de Pombal, e de Maria do Carmo Dias da Conceição, natural de Leiria (freguesia de Marrazes).
Depois de frequentar o ateliê do seu professor e amigo Narciso Costa, ao mesmo tempo que frequentava a Escola Industrial e Comercial de Leiria, Lino António ingressou no curso de pintura da Escola de Belas Artes de Lisboa, transferindo-se depois para a do Porto. Nesta última foi discípulo de João Marques de Oliveira.
Aos 19 anos Lino António inaugurou em Leiria a sua primeira exposição individual, corria o ano de 1918. A seguir participa no Salão dos Modernistas, realizado no Porto em 1919. Em 1924 expôs na Sociedade Nacional de Belas-Artes e, em 1925, participa no I Salão de Outono, em conjunto com Almada Negreiros, Mário Eloy, Sarah Afonso, Francisco Smith e outros. Participou, entretanto, na remodelação do Bristol Club com três quadros (dois deles atualmente no Centro de Arte Moderna Dr. José de Azeredo Perdigão). 
Nos anos 1930 expôs no Salão de Inverno de 1932 e, em 1935, figurou na I Exposição de Arte Moderna.
Realizou um elevado número de obras para espaços públicos, incluindo o friso para a sala do Presidente da Assembleia Nacional, no Palácio de São Bento, e os frescos do arco triunfal e da varanda do coro da Igreja de Nossa Senhora de Fátima; estas foram as primeiras pinturas a fresco, com acabamentos a seco, realizadas em Portugal na época moderna, técnica por ele (re-)introduzida, e que viria a ser adotada posteriormente por Dórdio Gomes e outros artistas ao longo do século XX.
Fora de Portugal, Lino António expôs, em 1929, na Exposição Ibero-Americana de Sevilha, sendo distinguido com uma medalha de honra. Após 1930 participou no I e II Salão dos Independentes, na Exposição Colonial de Paris, sendo aí novamente distinguido com uma medalha de honra. Em 1938 participou na XXI Biennale di Venezia.
Ainda nos anos 30 ilustrou o livro Amadis, de Afonso Lopes Vieira, o La Jeunesse Portugaise à l'École, livro escolar de António Mattoso, datado de 1939, entre outros. Em 1940 participa na Exposição do Mundo Português. Professor na Escola de Artes Decorativas António Arroio, em Lisboa, da qual foi diretor durante mais de duas décadas e ensinou artistas de gerações diversas, como Daciano Costa, Manuel Cargaleiro, Querubim Lapa ou António Garcia. Nesta Escola acolheu vários professores e alunos perseguidos pelo regime. Como bolseiro do Instituto de Alta Cultura, deslocou-se à vários países europeus.
Em 1944 voltou a expor individualmente, sendo estendida a duração do evento devido ao sucesso que obteve junto do público, seguindo-se mais um período de produção intensa para obras em edifícios, na segunda metade da década de 40; em 1945, os vitrais para a Casa do Douro; em 1946 os vitrais da Capela do Colégio das Escravas do Sagrado Coração de Jesus; em 1949 os frescos e vitrais do Salão Nobre da Câmara Municipal de Vila Franca de Xira, de forma semelhante à que, em 1957, executou na Câmara Municipal da Covilhã; vitrais para o Paço Ducal de Vila Viçosa.
Na década de 1950, prossegue a sua atividade em edifícios; em 1952 realiza o painel cerâmico para o átrio principal do LNEC. Em 1955 realiza e assina os 14 painéis da via sacra da Basílica de Fátima, na Cova de Iria, em colaboração com Querubim Lapa e Cargaleiro e vários alunos da António Arroio, como Luis Filipe Oliveira.
Em termos de obras públicas executou ainda os paineis de cerâmica da Faculdade de Direito da Universidade de Lisboa, em 1957, e, em 1958, para o Pavilhão do Corpo de Alunos do Colégio Militar e para o Instituto de Higiene e Medicina Tropical.
Ainda em 1951 expõe na I Bienal de São Paulo ao lado de grandes pintores internacionais, incluindo Picasso e Magritte e Giacometti.
No ano de 1959 executou a Tapeçaria Olisipo, realizada para o Hotel Ritz, em Lisboa; seguindo-se, em 1961, os vitrais e o grande pórtico da Aula Magna; em 1966, os frescos do átrio principal da Biblioteca Nacional e os vitrais do Tribunal de Seia.
Por imposição do limite oficial de idade aposenta-se do ensino em 1968, ficando impedido de continuar a dirigir a Escola António Arroio.
Morreu a 23 de outubro de 1974, na freguesia de Carnaxide, em Oeiras, vítima de um acidente vascular, quando se encontrava a trabalhar no seu ateliê na pintura Mercado.
Lino António está amplamente representado em coleções modernistas em diversos museus, além de coleções particulares. Obras suas podem ver-se no Museu do Chiado (Museu de Arte Contemporânea de Lisboa), no Centro de Arte Moderna da Fundação Calouste Gulbenkian, no Museu Soares dos Reis (Porto), entre muitos outros; bem como, notavelmente, na coleção de Jorge de Brito, e também na de João Lopes Soares.
O seu nome foi atribuído a uma galeria de arte na Escola António Arroio e a várias ruas, tendo sido também realizadas exposições retrospectivas da sua obra, em 1985 e em 1998.

### Condecorações
- Oficial da Ordem da Instrução Pública (26 de outubro de 1957)[2]
- Comendador da Ordem da Instrução Pública (21 de março de 1970)[2]

### Família
A 4 de fevereiro de 1926, casou primeira vez civilmente, em Lisboa, com Maria Helena de Noronha Tudela (Santo António, Luanda, c. 1908), doméstica, filha do oficial do Exército Armando Barreto de Figueiredo Tudela, natural de Leiria, e de Palmira de Noronha Dias Tudela, doméstica, natural da Marinha Grande. Foi padrinho de casamento o arquiteto Jorge Segurado. Por sentença de 24 de março de 1944, os dois divorciaram-se litigiosamente. Depois de casado, viveu alguns anos no Palácio do Beau-Séjour, em Benfica, mudando-se depois para uma casa com atelier construída nos jardins deste palácio. 
A 17 de junho de 1944, casou segunda vez civilmente, em Lisboa, com Fernanda Vale Pimenta (Santo Ildefonso, Porto, c. 1910), doméstica, já divorciada de Fernando Garcia da Silva desde 1943, filha de José Óscar da Silva Pimenta, natural do Porto (freguesia da Vitória), e da proprietária Luciana do Vale Teixeira da Silva Pimenta, natural de Lamego (freguesia de Cepões).
Era tio materno do historiador José Mattoso.